# 杉崎みさき
杉崎 みさき（すぎさき みさき、1992年4月12日 - ）は、日本のAV女優。LINX所属。

## 略歴・人物
埼玉県出身。
趣味・特技はピアノ、吹奏楽。
2017年にAVデビュー。

## 作品

### アダルトDVD
2017年
- 「俺ん家こない?」 相席居酒屋でお持ち帰りできるかガチ検証!（9月10日、ブリット）※「しおり」名義
- 現役音楽教師 初めてのAV出演（10月5日、Mr.michiru）

2018年
- 悪質シロウトナンパ 5 お願い!素股してくれませんか? カチカチ生チ●ポが直接アソコに擦れて思わず濡れちゃう女の子 ぬるぬるワレメにツルっと生挿入!（2月10日、ブリット）
- 背の小さい大学生の女の子の初めてのおちんちん大研究（11月8日、アイエナジー）

2019年
- どこでもフェラさせられちゃう素人娘たち3 13人（7月19日、かぐや姫Pt）
- ノーハンドフェラは奴隷の証! 手を使わずにフェラチオする12人の素人娘 全員撮り下ろしたっぷり3時間（9月7日、かぐや姫Pt）

2021年
- ベロチュウは、母乳味。（12月7日、稀）
- 母乳ママの交尾（12月12日、ジュエル）※「磯宮沙苗」名義
- 母乳痴漢（12月23日、ナチュラルハイ）

2022年
- 産休が明けた地味な人妻社員は、母乳噴き出す俺専用の性処理ペット。（1月11日、マドンナ）
- 接吻の達人セラピストが多数在籍 濃厚ベロチュー♡メンズエステ（1月13日、レイディックス）
- 母乳宅配レディーのみさきです。（1月13日、レイディックス）
- 【マジックミラー号25周年記念作品】 Hなママさんがきっかけで芋づる式に大集合!! 勝浦では敵なし最強ママさんバレー部が早漏に悩む男性のちんちん研究 旦那とご無沙汰欲求不満妻7名収録（1月13日、SODクリエイト）
- 愛しのデリ嬢 特別編 母乳が出すぎる乳首が伸びすぎる奥さん デリ嬢呼んだらびっくり!僕の教え子の蒼太くんの ところどころ松●か子似の出産後に感度が高まり搾乳でイってしまうお母さんだった件 三十路妻 杉崎みさき奥さん（1月13日、プラム）
- 母乳ママ崩壊 三人目（1月25日、豊彦）※「宇藤麗子」名義
- 母乳家畜妻 奥様強奪 搾りたてアシメ乳房の惨劇（3月8日、シネマジック）
- 高級ランジェリー ガニ股バイブ失禁オナニー（3月10日、レイディックス）
- 近親 夜這いじゃぁ 生中出し 2 【撮り下ろし】（3月10日、プラム）
- 母乳ダダ漏れ 美人若妻アナルファッカー（3月22日、えむっ娘ラボ）

### アダルトVR
- 真下からの神アングル痴漢VR（2018年12月21日、ROOKIE）
- 常にパンチラとブラチラが見れるラッキースケベ電車（2019年1月4日、ROOKIE）
- 平日の暇な時間帯にメンズエステでW施術を薦められてお願いしたらセックスレスの産後処女エステティシャン2人に挟まれ 母乳ぶっかけ逆3Pされたボク（2022年3月25日、ナチュラルハイ）

### ネット配信
- マジ軟派、初撮。 961（2017年11月24日、ナンパTV）
- 美紗紀（2022年1月12日、人妻パラダイス）